# Zsolt Baumgartner
Zsolt Baumgartner (narozen 1. ledna 1981 v Debrecínu) je bývalý maďarský pilot Formule 1. Žije doma v Budapešti a ve Formuli 1 jel v roce 2003 za stáj za Jordan 2 závody,v roce 2004 jel celou sezónu za tým Minardi.

## Kariéra
Zsolt jezdil od třinácti let motokárou a vedl si slušně, i když nedokázal vyhrát žádný šampionát. Zaznamenal několik stříbrných pozic, jednu v Německu a několik na domácím maďarském mistrovství. V roce 1998 při dovršení 17 let se dostal na závodnickou školu La Filiére a po absolvování jezdil ve formuli Renault. Vedlo se mu dobře, opět skončil druhý v Německu, ale mimo to také zaznamenal 6 pole position.
V letech 2000 a 2001 jezdil v Německu na tamějším šampionátu F3. Několikrát se dostal na špici, ovšem adeptem na titul nebyl. V polovině sezóny 2001 se dostal do týmu Formule 3000 Prost Junior. V ostré konkurenci se ovšem nedokázal prosadit. V 7 závodech dojel nejlépe na třináctém místě. Díky sponsorům se dostal do týmu Nordic Racing, za který v jeho první sezóně jezdili vítěz šampionátu Justin Wilson a český jezdec Tomáš Enge. Tam už se od něj čekalo mnohem více, ale on to zkazil. Na bodovaných pozicích dojel v celé sezóně pouze jednou. Na další sezonu ho angažoval tým Coloni. Tam to skončilo podobně. Jeho sponzoři mu pak zajistili propagační jízdu s vozem F1, konkrétně Jordan. Tentýž tým s ním na začátku sezony uzavřel smlouvu oficiálního testovacího jezdce.

## Formule 1
Ve Formuli 1 opravdu testoval vůz Jordan. Jeho debut přišel nečekaně na domácí GP na Hungaroringu, po ostré havárii Ralpha Firmana v jednom z tréninků. Baumgartner ho ovšem dokázal slušně nahradit. V kvalifikaci dojel sice až devatenáctý, ale v závodě se vezl na třináctém místě až do doby, než mu shořel motor. Měl ještě jednu šanci – jelikož se Firman nedokázal do VC Itálie zotavit, Baumgartner jel právě na okruhu v Monze. Ani tento závod Baumgartner nezkazil a do určité míry překvapil, hlavně po zkažených skoro třech sezonách ve Formuli 3000. Na Monze v roce 2003 tedy skončil jedenáctý. O rok později jel také celou sezónu za tým Minardi.

## Kompletní výsledky ve Formuli 1
| Legenda k tabulce | Legenda k tabulce                                                                       |
| Barva             | Výsledek                                                                                |
| ----------------- | --------------------------------------------------------------------------------------- |
| Zlatá             | Vítěz                                                                                   |
| Stříbrná          | 2. místo                                                                                |
| Bronzová          | 3. místo                                                                                |
| Zelená            | Bodované umístění                                                                       |
| Modrá             | Nebodované umístění                                                                     |
| Modrá             | Dokončil neklasifikován (NC)                                                            |
| Fialová           | Odstoupil (Ret)                                                                         |
| Červená           | Nekvalifikoval se (DNQ)                                                                 |
| Červená           | Nepředkvalifikoval se (DNPQ)                                                            |
| Černá             | Diskvalifikován (DSQ)                                                                   |
| Bílá              | Nestartoval (DNS)                                                                       |
| Bílá              | Závod zrušen (C)                                                                        |
| Světle modrá      | Pouze trénoval (PO)                                                                     |
| Světle modrá      | Páteční testovací jezdec (TD)                                                           |
| Bez barvy         | Netrénoval (DNP)                                                                        |
| Bez barvy         | Vyřazen (EX)                                                                            |
| Bez barvy         | Nepřijel (DNA)                                                                          |
| Bez barvy         | Odvolal účast (WD)                                                                      |
| Bez barvy         | Nezúčastnil se (prázdné)                                                                |
| Označení          | Význam                                                                                  |
| Tučnost           | Pole position                                                                           |
| Kurzíva           | Nejrychlejší kolo                                                                       |
| †                 | Jezdec nedojel do cíle, ale byl klasifikován, protože odjel více než 90 % délky závodu. |
| ‡                 | Byl udělován poloviční počet bodů, protože bylo odjeto méně než 75 % délky závodu.      |
| Horní index       | Umístění bodujících jezdců ve sprintu                                                   |

| Rok  | Tým              | Šasi          | Motor        | 1       | 2      | 3       | 4      | 5       | 6     | 7      | 8      | 9     | 10      | 11      | 12     | 13      | 14      | 15     | 16     | 17      | 18     | Body | Umístění  |
| ---- | ---------------- | ------------- | ------------ | ------- | ------ | ------- | ------ | ------- | ----- | ------ | ------ | ----- | ------- | ------- | ------ | ------- | ------- | ------ | ------ | ------- | ------ | ---- | --------- |
| 2003 | Jordan Ford      | Jordan EJ13   | Ford V10     | AUS     | MAL    | BRA     | SMR    | ESP     | AUT   | MON    | CAN    | EUR   | FRA     | GBR     | GER TD | HUN Ret | ITA 11  | USA    | JPN    |         |        | 0    | 24. místo |
| 2004 | Minardi Cosworth | Minardi PS04B | Cosworth V10 | AUS Ret | MAL 16 | BHR Ret | SMR 15 | ESP Ret | MON 9 | EUR 15 | CAN 10 | USA 8 | FRA Ret | GBR Ret | GER 16 | HUN 15  | BEL Ret | ITA 15 | CHN 16 | JPN Ret | BRA 16 | 1    | 20. místo |